# Ladislav Svoboda (památkář)
Ladislav Svoboda (29. ledna 1957, Hradec Králové – 16. května 2022) byl český památkář, fotograf, sběratel pohlednic, dokumentátor hradů, zámků a tvrzí, kastelolog, zakládající člen Klubu Augusta Sedláčka, zpracovatel stavebně historických průzkumů (více než 100 průzkumů uvedených v databázi Národního památkového ústavu) viz Databáze NPÚ. Člen Klubu sběratelů kuriozit. 
Specializoval se na menší vrchnostenská sídla – tvrze a zámečky.

## Vydané knihy
- Hrady a zámky východních Čech, Pardubice 1990, spolu s V. Hrubý, Z. Paukrtová, V. Paukrt, J. Životská
- Trosky, Praha - Pardubice 1991.
- Hrady, zámky a tvrze okresu Rychnov nad Kněžnou. Ústí nad Orlicí 1998, spolu s  F. Musil.
- Kolektiv: Encyklopedie českých tvrzí (1998, 2000), I. díl, A-J: studie Stavební vývoj českých tvrzí, s. XI-XXXIII, 117 hesel; II. díl, K-R, 121 hesel a 2 jako spoluautor.
- Encyklopedie českých zámků. Praha 1999, 22 hesel. spolu s L. Vlček.
- Ledečské dominanty Ledeč nad Sázavou 2002, spolu s I. Ebelová, M. Ebel, F. Pleva.
- Svojanov, Stavebně historický průzkum hradu. Polička 2009.
- Hrad Svojanov: 100 let od zakoupení městem Poličkou. Polička 2010, spolu s M. Dempír, K. Křížová.

Odborné články vyšly ve sbornících a časopisech Castellologica bohemica, Archaeologia historica, Průzkumy památek, Hláska a další.